# HD 75289
HD 75289 ist ein 94,4 Lichtjahre von der Erde entfernter Gelber Zwerg mit einer Rektaszension von 08h 47m 40s und einer Deklination von −41° 44' 12". Er besitzt eine scheinbare Helligkeit von 6,35 mag. Im Jahre 1999 entdeckte Stéphane Udry einen extrasolaren Planeten, der diesen Stern umkreist.
Dieser trägt den Namen HD 75289 b. Weiterhin befindet sich möglicherweise in diesem System auch ein zweiter Stern, ein Roter Zwerg mit dem Namen HD 75289 B, der HD 75289 A in einem Abstand von 621 Astronomischen Einheiten umkreisen würde. Dies würde dieses System zu einem Doppelstern machen.